# Route nationale 307a
La route nationale 307a, ou RN 307a, était une route nationale française qui reliait Sèvres à  Marnes-la-Coquette via Ville-d'Avray. Elle fut dans un premier temps renumérotée RN 407 avant d'être déclassée en RD 407.
Depuis l'ex-route nationale 307 (sans le a), devenue RD 907, elle emprunte la rue Yves-Cariou, puis la rue Georges-et-Xavier-Schlumberger, à Marnes-la-Coquette, puis la rue de Marnes et la rue de Sèvres à Ville-d'Avray, et enfin la  rue de Ville-d'Avray à Sèvres.